# 艳阳天 (专辑)
《艳阳天》是中国音乐人窦唯的第二张音乐专辑，与《山河水》两张专辑标志着其探索实验音乐与氛围音乐的开始。

## 简介
《艳阳天》专辑表现出的是一种开创性的新音乐概念，藉由这种不用的音乐语言，延伸更宽广的听觉空间。

## 曲目
01 引子 0:45
　　02 出发 5:33
　　03 窗外 4:37
　　04 春去春来 4:23
　　05 他 4:40
　　06 阴 1:00
　　07 艳阳天 3:56
　　08 说不出的感觉 4:14 
　　09 晚霞 4:14
　　10 黄昏 3:52
　　11 未知 4:25 